# Агеева, Любовь Владимировна
Любо́вь Влади́мировна Аге́ева (урожд. Вахраме́ева; род. 7 ноября 1946, Нижнее Челяево, Северный район, Оренбургская область, РСФСР, СССР) — советская и российская журналистка. Заслуженный работник культуры Российской Федерации (2002), заслуженный работник культуры Татарской АССР (1989).

## Биография
Любовь Владимировна Агеева родилась 7 ноября 1946 года в селе Нижнее Челяево Оренбургской области. По другим данным — в Верхнем Челяево. Из семьи рабочих. Отец — Владимир Дмитриевич Вахрамеев (р. 1929), мать — Клавдия Аксентьевна (р. 1926, в девичестве Кочеткова). Есть брат. В детстве вместе с семьёй переехала сначала в Куйбышев, затем в соседнее село Муханово, будущий город Отрадный Куйбышевской области, где окончила среднюю школу. В 1964—1965 годах работала старшей пионервожатой школы № 6. С юности увлекалась журналистикой, писала для школьной газеты, затем некоторое время работала выпускающим в редакции газеты «Трудовая жизнь», органе Кинель-Черкасского районного и Отрадненского городского комитета КПСС.
В 1965 году переехала в Казань и поступила на заочное отделение журналистики историко-филологического факультета Казанского государственного университета имени В. И. Ульянова-Ленина, который окончила в 1970 году с дипломом по специальности «журналистика». Одновременно с учёбой руководила кружком юных корреспондентов в Доме пионеров Ленинского района (1965—1968) и работала литературным сотрудником газеты «На стройке» стройтреста № 1 (1968—1970). После завершения учёбы была редактором газеты «Бауманец» Казанского ветеринарного института (1970—1975), заведующей отделом редакции газеты «Приборостроитель» производственного объединения «Теплоконтроль» (1975—1978), а также занимала пост директора Дома пионеров Бауманского района (1978—1979).
В 1979—1990 годах работала в редакции газеты «Вечерняя Казань»: корреспондентом, заведующей в отделе науки, учебных заведений и культуры, после упразднения отделов — старшим корреспондентом, а также была секретарём парторганизации. Начиная с конца 1980-х годов Агеева из первых начала писать на национальную тему, о межнациональных отношениях, суверенитете Татарстана и восстановлении государственности татарского народа, возрождении татарского языка, в связи с чем в шутку её называли «татарской националисткой». По собственным словам, в ту пору Агеевой «довелось читать в редакционной почте даже нешуточные угрозы в свой адрес», ввиду чего она даже «начала искать работу в Самаре, рядом с родителями».
В 1991—1995 годах была главным редактором газеты «Казанские ведомости». Основав газету как орган казанского Совета народных депутатов в период перестройки и гласности, полагала её «связующим звеном между властью и народом», однако в конце концов ушла из издания из-за конфликта с учредителями в лице администрации Казани, после чего новым главным редактором стала В. А. Якупова.
Я сама русский человек, читаю прессу. Из всего цикла федеративных отношений реакция России на наши события в Татарстане была наиболее мудрой. Если бы была другая реакция, то неизвестно по какому бы руслу пошли события. Надо учитывать, что к тому времени, когда была принята Конституция и Шаймиев избран Президентом, суверенитет стал идеей не только татарского населения. Сейчас суверенитет — идея всего населения Татарстана. Люди уже почувствовали от суверенитета нормальную отдачу. И поэтому, естественно, они его поддержали.Любовь Агеева, 1996 год.
В 1995—2003 годах являлась руководителем пресс-центра Государственного Совета Республики Татарстан, а также выпускающим редактором информационного бюллетеня «Парламентские вести» (1998—2003). На эту работу пришла с подачи В. Н. Лихачёва, взаимопонимание нашла и с Ф. Х. Мухаметшиным. Агеева способствовала становлению парламентской журналистики в Татарстане, организовав парламентский пул, теле- и радиопрограммы на русском и татарском языках. В 1997 году получила классный чин главного государственного советника 2-го класса. В 2003–2004 годах была литературным редактором службы информации телекомпании «Эфир». В 2001 году вместе с З. Р. Халитовой стала выпускать газету «Казанские истории», главным редактором которой на общественных началах является с 2003 года по настоящее время. Одновременно с журналистской работой, читала курс лекций по практической стилистике русского языка на кафедре журналистики Казанского государственного университета имени В. И. Ульянова-Ленина (1976–1992), преподавала в Казанском социально-юридическом институте (2003–2004), была заведующей лабораторией средств массовой коммуникации и доцентом кафедры истории и связей с общественностью Казанского национального исследовательского технического университета имени А. Н. Туполева (2005—2018).
Член Союза журналистов СССР (с 1973 года), член правления Союза журналистов Татарской АССР (Республики Татарстан) (1985—1995), исполнительного секретариата Международной конфедерации журналистских союзов стран (1991—1995), член Союза журналистов России (с 2021 года). Является автором многочисленных публикаций и сборников, путевых очерков, статей по проблемам развития науки, учебных заведений и культуры, образования и воспитания. В 1991 году выпустила книгу «Казанский феномен: миф и реальность» о преступности несовершеннолетних, а в дальнейшие годы в сотрудничестве с Ф. Х. Мухаметшиным подготовила четырёхтомник «Республика Татарстан: новейшая история. События. Комментарии. Оценки» о современной истории Татарстана.
Между выходом 3-го и 4-го тома прошло целых 10 лет. За это время очень много поменялось в настоящем, и пришлось в связи с этим посмотреть и на прошлое несколько другими глазами. Тем не менее, остался неизменным заявленный при подготовке всех томов «Новейшей истории» принцип — мы пишем обо всем, что было, отражаем все точки зрения, которые были, вне зависимости от того, как сегодня они воспринимаются или как кому-то хотелось бы их воспринять. Авторы, как и прежде, воспользовались возможностью адекватно отразить историю.Любовь Агеева, 2020 год.
Также является автором мемуаров, которые находятся в стадии издания. Помимо журналистской работы занимается некрополистикой, является руководителем рабочей группы при Институте истории имени Ш. Марджани по исследованию и документированию исторических могил Арского кладбища, ведёт работу по созданию каталога-справочника. За годы работы собрала большой личный архив журналистских публикаций и исторических материалов о жизни республики.

## Награды
Звания
- Почётное звание «Заслуженный работник культуры Российской Федерации» (2002 год) — за многолетнюю плодотворную работу в области культуры, печати и телерадиовещания[37]. Удостоверение и знак вручены в 2003 году полномочным представителем президента Российской Федерации в Приволжском федеральном округе С. В. Кириенко на церемонии в гербовом зале Нижегородской ярмарки в Нижнем Новгороде[21][38].
- Почётное звание «Заслуженный работник культуры Татарской АССР[тат.]» (1989 год)[1].

Медали

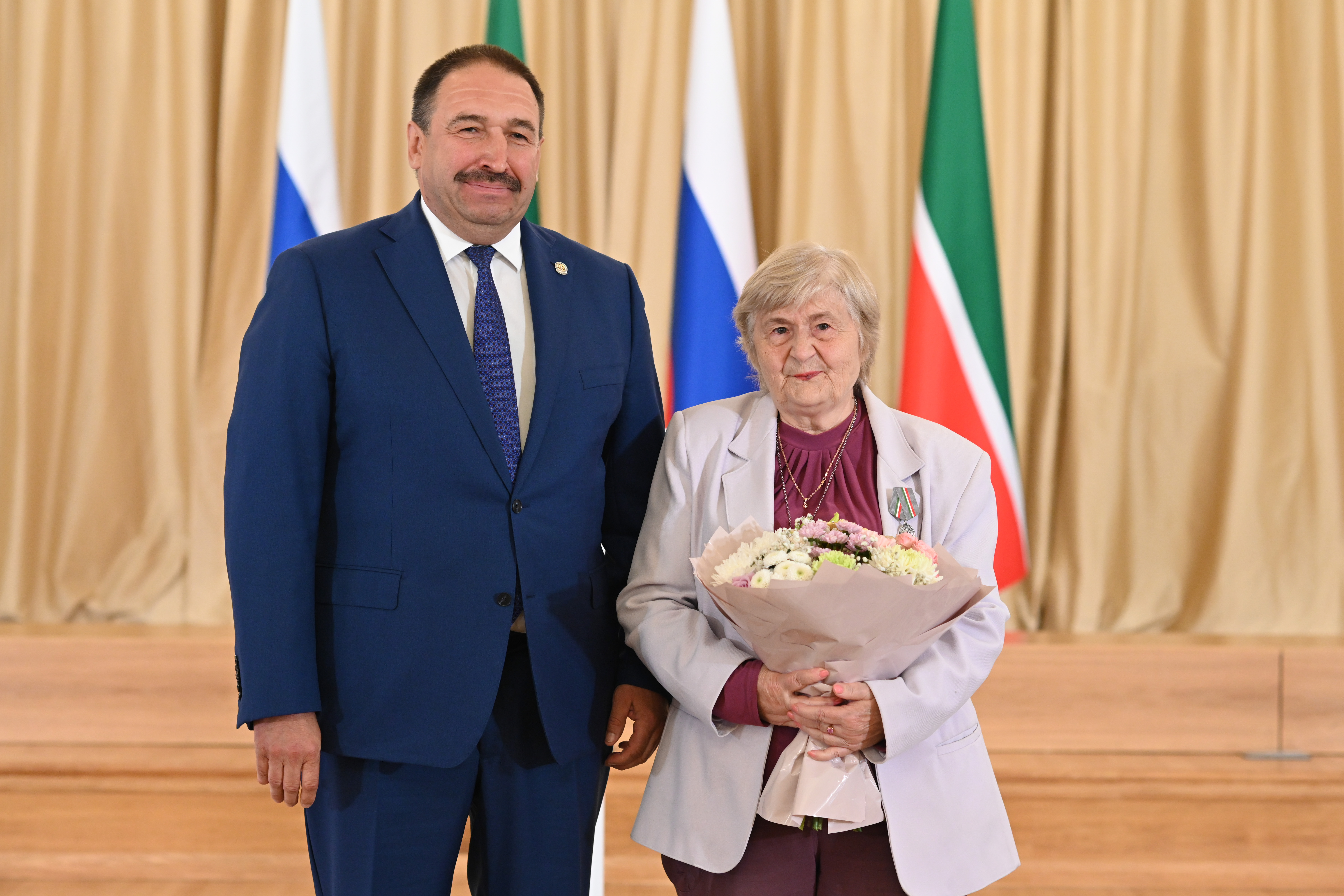
На вручении медали, 2022 год

- Медаль «В память 1000-летия Казани» (2005 год)[21][22].
- Медаль «За доблестный труд» (2021 год) — за многолетний плодотворный труд, активную общественную деятельность[39]. Вручена в 2022 году премьер-министром Республики Татарстан[тат.] А. В. Песошиным на церемонии в Казанском кремле[40].

Премии, грамоты
- Гран-при XXIV Республиканского конкурса журналистов «Бәллүр каләм — Хрустальное перо» (2021 год)[41].
- Премия IX Республиканского конкурса журналистов «Бәллүр каләм — Хрустальное перо» в номинации «Имя в журналистике» (2006 год)[42].
- Премия Международной конфедерации журналистских союзов (1992 год) — за книгу «Казанский феномен: миф и реальность» (Казань, 1991) и другие публикации на темы воспитания подрастающего поколения[10].
- Почётная грамота Президиума Верховного Совета Татарской АССР (1987 год)[10].

## Личная жизнь
Была трижды замужем. Первый муж — Виктор Агеев, развелись из-за его ревности к работе жены. Второй муж — Георгий Геллер, после многолетней совместной жизни уехал в Израиль. Третий муж — Рудольф Климов, судмедэксперт, овдовела в 2005 году. Дочь — Елена Викторовна (р. 1967), учитель русского языка и литературы, работала пресс-секретарём по связям в различных ведомствах. Есть внук. Владеет польским и английским языками. Увлекается историей, искусством, любит классическую литературу.